# Delito aduanero
Los delitos aduaneros consisten en actos ilícitos, los cuales se basan en la simulación, engaño, falsedad u ocultación que inciden o inducen a errores contra las Administraciones Aduaneras, causando perjuicios tanto al control y cumplimiento de la norma aduanera o, a su vez, en la recaudación al fisco evadiendo el pago parcial o total de los impuestos al comercio exterior, aunque las mercancías no sean objeto de imposición.  

## Legislación Ecuatoriana
En el Código Orgánico Integral Penal (COIP), en la sección sexta determina los tipos penales que abarca los delitos contra la administración aduanera y los clasifica en:
1. Defraudación Aduanera
2. Receptación Aduanera
3. Contrabando
4. Mal uso de exenciones o suspensiones tributarias aduaneras

## Defraudación Tributaria
Es la persona que perjudica a la administración aduanera en las recaudaciones de tributos al comercio exterior sobre mercancías importación y exportación.

## Recaudación Aduanera
Se refiere a la adquisición a título oneroso o gratuito, recepción en prenda o consignación y tenencia o almacenamiento de mercancías extranjeras, sin que el tenedor de las mismas acredite su legal importación o legítima adquisición en el país.

## Contrabando
Hace relación a la persona que evade el control y vigilancia aduanera sobre las mercancías. Los actos delictivos que se integran a este delito son: el ingreso o extracción clandestinamente de mercancías del territorio aduanero, cargue o descargue de un medio de transporte mercancías no manifestadas sin el control de las autoridades, Desembarque, descargue o lance en tierra, mar o en otro medio de transporte, mercancías extranjeras antes de someterse al control aduanero, etc.

## Mal uso de exenciones o suspensiones tributarias aduaneras
Es la persona que vende, transfiere o usa indebidamente las mercancías importadas al amparo de regímenes especiales aduaneros de los que derivan la suspensión del pago de tributos al comercio exterior o importadas con exención total o parcial de tributos, sin obtener previamente la debida autorización de la autoridad aduanera competente.
También es aplicada por la persona que adquiere a título gratuito u oneroso, el goce de la transferencia o use indebidamente de mercancías importadas con exención total o parcial de tributos al comercio exterior, sin que el propietario o consignatario haya obtenido previamente la debida autorización de la autoridad aduanera competente.